# 双刺沙居剑水蚤
双刺沙居剑水蚤（学名：Psammophilocyclops bispinosus）为剑水蚤科沙居剑水蚤属的动物，是中国的特有物种。分布于广东等地，多生活于江岸沙质底的水中。